# ロッテルダム中央駅

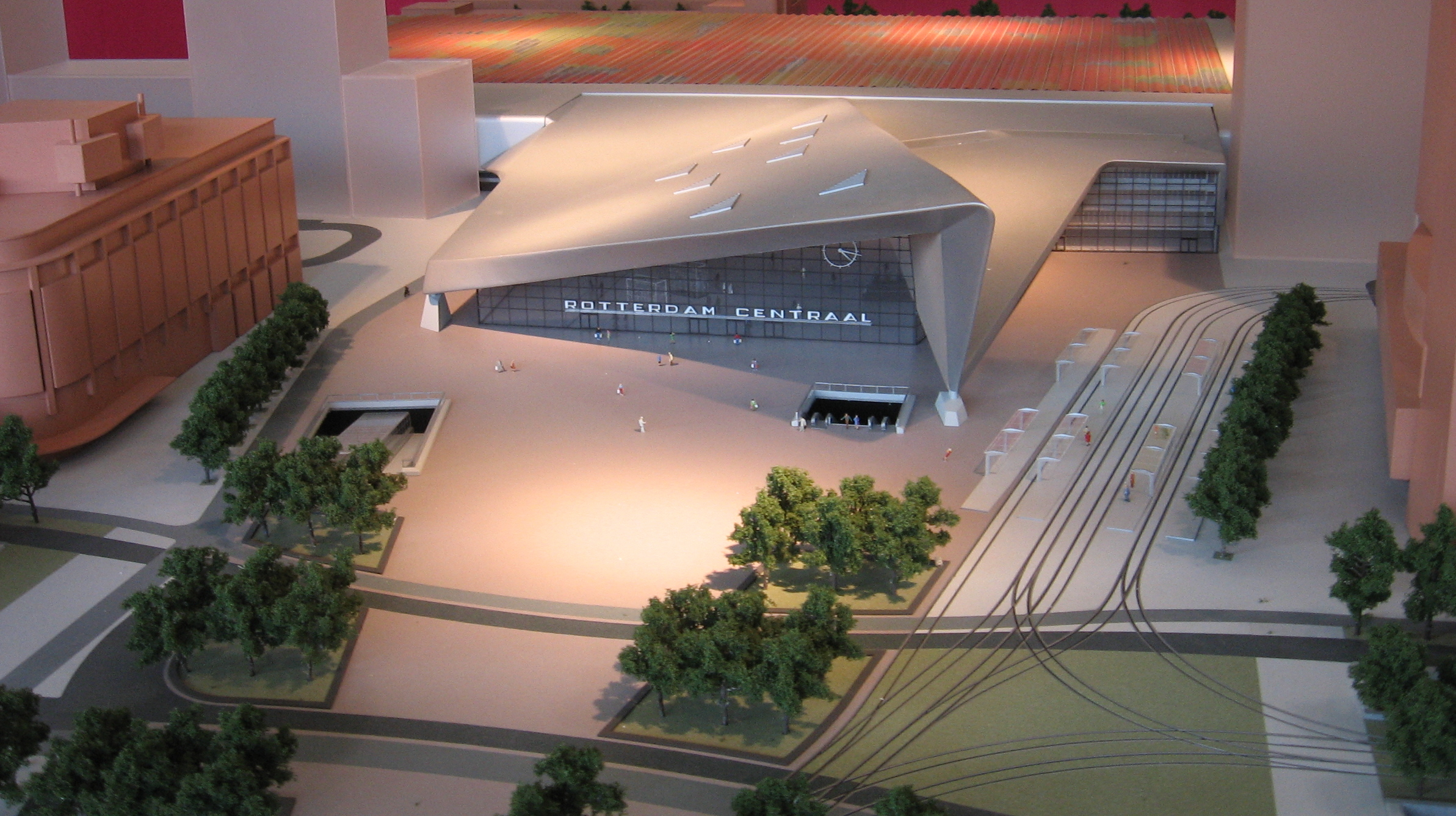
新駅舎の模型

ロッテルダム中央駅（ロッテルダムちゅうおうえき、蘭: Station Rotterdam Centraal、スタシオン・ロッテルダム・セントラール）はオランダのロッテルダム市 中央区（Centrum）にあるオランダ鉄道（NS）とロッテルダム電鉄（RET）の駅。RETでは単に中央駅（Centraal Station）という。

## 概要
ロッテルダム中央駅はオランダとベルギーを結ぶ幹線路線上にあり、アムステルダムとブリュッセルを結ぶIntercityが1時間に1本運行されている。また、アムステルダム方面、ユトレヒト方面、アイントホーフェン方面への列車も頻発しており、オランダ南部の鉄道網の基幹駅でもある。
オランダ鉄道（NS)の1957年に建設された旧駅舎は2007年に撤去され、2014年に新駅舎が開業。また、2010年に地下鉄のエラスムス線（Erasmuslijn）とランドスタット鉄道エラスムス線との接続路線が新設され相互直通運転を開始した。これにより、中央駅の北東にあったランドスタット鉄道のロッテルダム・ホフプレイン駅は廃止された。

## 乗入路線

### オランダ鉄道
デン・ハーグHS駅、ライデン中央駅、スキポール空港駅、アムステルダム中央駅方面
- Intercity（1時間に5本）、快速 Sneltrein（1時間に2本）、普通 Stoptrein（1時間に2～4本）

アントウェルペン、ブリュッセル空港、ブリュッセル行き
- Intercity（1時間に1本）

パリ北駅行き
- Thalys（2時間に1本）

ハウダ（ゴーダ）、ユトレヒト方面
- Intercity（1時間に4本）

ドルトレヒト、アイントホーフェン方面
- Intercity（1時間に2本）、普通 Stoptrein（1時間に4本 ドルトレヒト止）

### ロッテルダム電鉄
- 地下鉄 エラスムス線 （中央駅～de Akkers）
- ランドスタット鉄道 エラスムス線 （ロッテルダム中央駅～デン・ハーグ中央駅）
- トラム 4,7,8,11,20,21,23,25系統

## 駅施設

### オランダ鉄道
7面13線の地上駅。
窓口（切符予約・販売、サービス窓口）や自動券売機が設置されており、エスカレータ及びエレベータが完備されている。駅構内の店舗は売店（Etos, Kioskなど）、コンビニ（Albert Heijn To Go）、ファストフード店（バーガーキング, Smuller'sなど）がある。

## 駅周辺
- Gebouw Delftse Poort 1（41階建高層オフィスビル）
- Millennium Tower（35階建高層ホテル、オフィスビル）
- ラインバーン商店街（世界で最初に開設された歩行者天国）